# Orada
|  | Per a altres significats, vegeu «Orada (constel·lació)». |

L'orada, l'aurada, la daurada, la doradeta o la moixarra (Sparus aurata) és una espècie de peix pertanyent a la família dels espàrids i l'única del seu gènere.
És present a la mar Negra, la Mediterrània (incloent-hi els Països Catalans) i l'oceà Atlàntic des de les illes Britàniques fins a Cap Verd,
Madeira i les illes Canàries -ocasional a les illes orientals, tot i que a Gran Canària i Tenerife han arrelat poblacions a partir de peixos escapats de piscifactories-. Els intents d'introduir-la al golf d'Àqaba,
Kuwait, Israel,
l'Aràbia Saudita, Oman, els Emirats Àrabs Units i Bahrain no han reeixit.
És inofensiva per als humans i la seua longevitat és d'11 anys.

## Morfologia

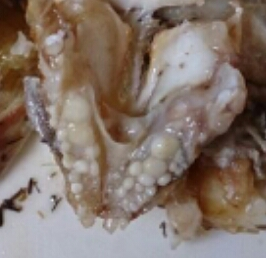
Detall de les dents de l'orada

Els exemplars més vells poden pesar 17,2 kg i passar dels 70 cm de longitud, tot i que la seua mida normal n'és de 35.
Té el cos ovalat, comprimit per ambdós costats i de color gris platejat al ventre, verd blavós al dors i groc grisenc als flancs.
El cap és gran, arrodonit i amb la vora dorsal corbada. Té els ulls petits, les galtes escamoses i el preopercle sense escates. Boca baixa i molt poc inclinada. Llavis gruixuts. La primera filera de dents està composta per 4, 5 o 6 ullals punxeguts, subjectes a unes fortes mandíbules. Les dents molars se situen després dels ullals, en 4 o 5 fileres. Té una gran taca negra a l'origen de la línia lateral (la qual desborda per l'opercle, on va subratllada per una àrea vermellosa), una franja daurada entre els ulls (vorejada per dues zones fosques) i els extrems de la cua vorejats de negre. Musell fosc i de mida més del doble de llarg que el diàmetre de l'ull. Presenta una sola aleta dorsal. Onze espines i 13-14 radis tous a l'aleta dorsal, i 3 espines i 11-12 radis tous a l'anal. Aletes dorsal i anal amb la part anterior espinosa i la posterior tova. Aletes pectorals llargues i punxegudes. Cua en forma de "V". Entre 73 i 85 escates a la línia lateral fins a la base de l'aleta caudal. Branquiespines curtes.

## Ecologia
És una espècie força solitària, eminentment litoral i de clima subtropical (62°N-15°N, 17°W-43°E), que viu sobre fons de sorra, roques o posidònies dels 0 als 150 m de fondària (normalment, entre 1 i 30). A la primavera, pot fer incursions en llacunes i estuaris d'aigües salabroses i dolces.
Es nodreix de peixos, crustacis i mol·luscs, especialment de bivalves (com ara, musclos i ostres), els quals desenterra amb la seua cua per després triturar-ne les valves i menjar-se'n la carn. També pot alimentar-se d'algues i posidònies.
A França, és depredada pel corb marí gros (Phalacrocorax carbo).
La reproducció ocorre entre els mesos d'octubre i desembre, i la maduresa sexual els arriba, als mascles, abans dels dos anys de vida (20-30 cm de llargària), i a les femelles, entre el segon i el tercer any (30-40 cm). Aquest fenomen s'explica perquè aquesta espècie és hermafrodita i, en una primera etapa, actua de mascle i, posteriorment, de femella.

## Usos
És capturada amb canya, soltes, tresmalls, pesca submarina i, menys sovint, arrossegament, i cuinada cuita al vapor, fregida, rostida, bullida, enfornada o feta al forn microones. La seua talla mínima legal de pesca és de 20 cm. És una espècie amb una producció creixent en aqüicultura a Grècia, Xipre, Itàlia, l'estat francès i l'estat espanyol (només a les illes Canàries se'n van produir 700 t l'any 2002 i 2.300 t el 2003). Per la seua forma i color, aquest peix, quan és venut sencer, no presenta risc de ser substituït per una altra espècie i, fins i tot, la diferenciació entre moixarres salvatges i de piscifactoria es basa en la major o menor vivesa de la franja daurada que tenen entre els ulls. Això no obstant, quan l'orada es comercialitza com a producte transformat pot haver-hi confusió amb els derivats d'altres espàrids (sobretot, amb el pagre -Pagrus pagrus-, Pagrus auriga, el pagre reial -Pagrus caeruleostictus-, Dentex gibbosus, etc.).
Com que és una espècie d'aigües temperades, es pot criar en piscifactories a la Mediterrània.
En aquestes granges, les femelles reproductores poden pondre fins a 2 milions d'ous per cada quilo de pes.
Té una carn blanca i ferma, la qual, per cada 100 g comestibles, té un contingut d'1,9% de greixos, 20% de proteïnes, 96 quilocalories i 0,40 mg d'àcids grassos omega 3.

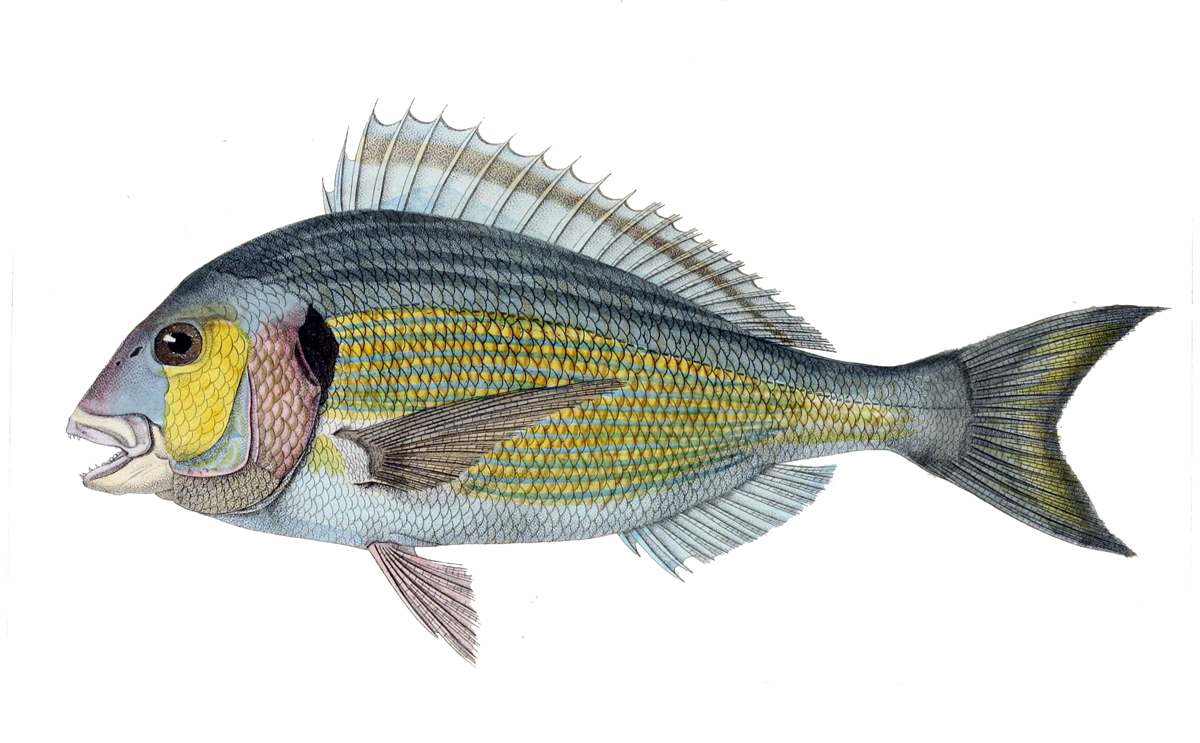
Il·lustració del 1828
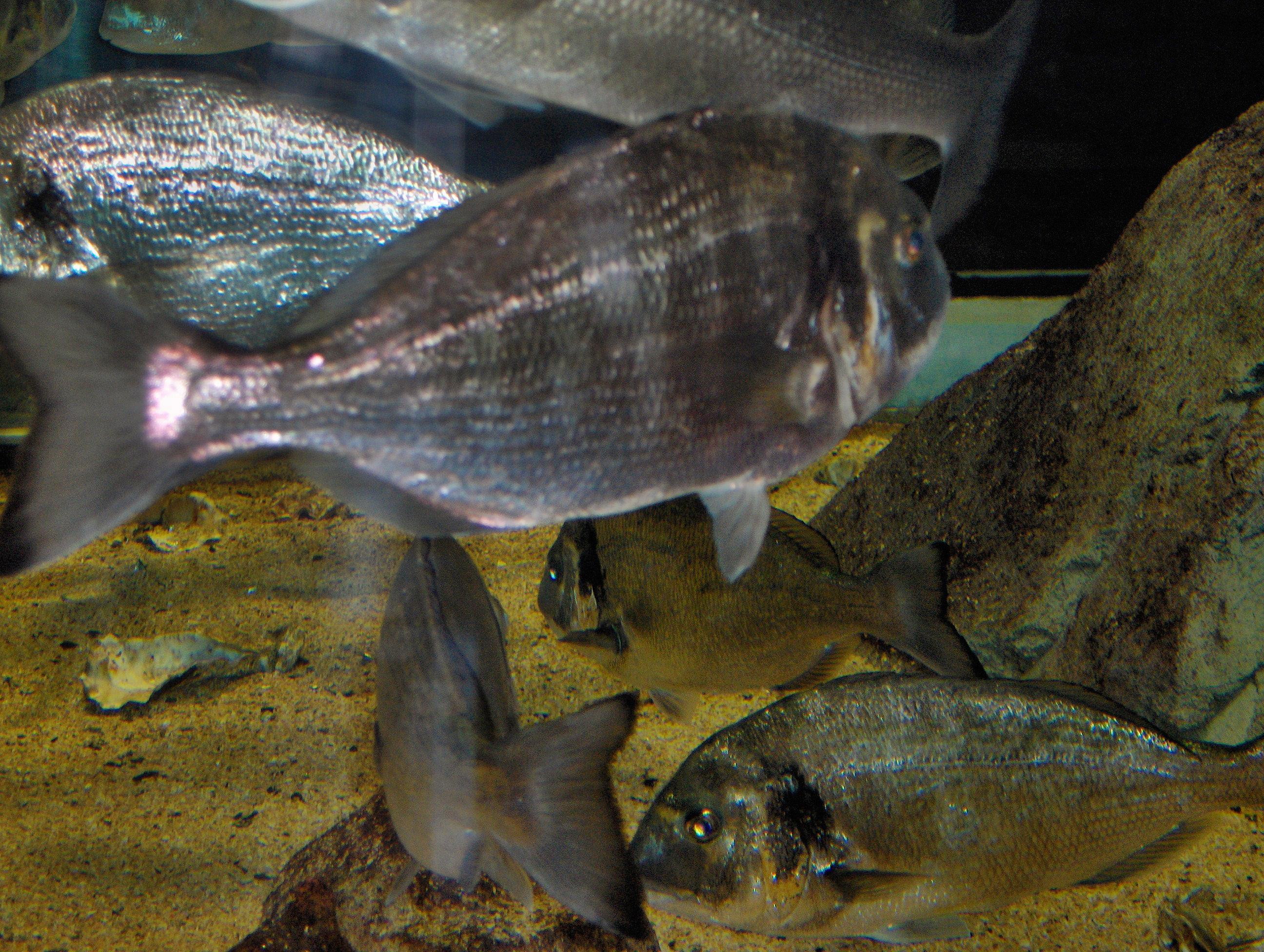
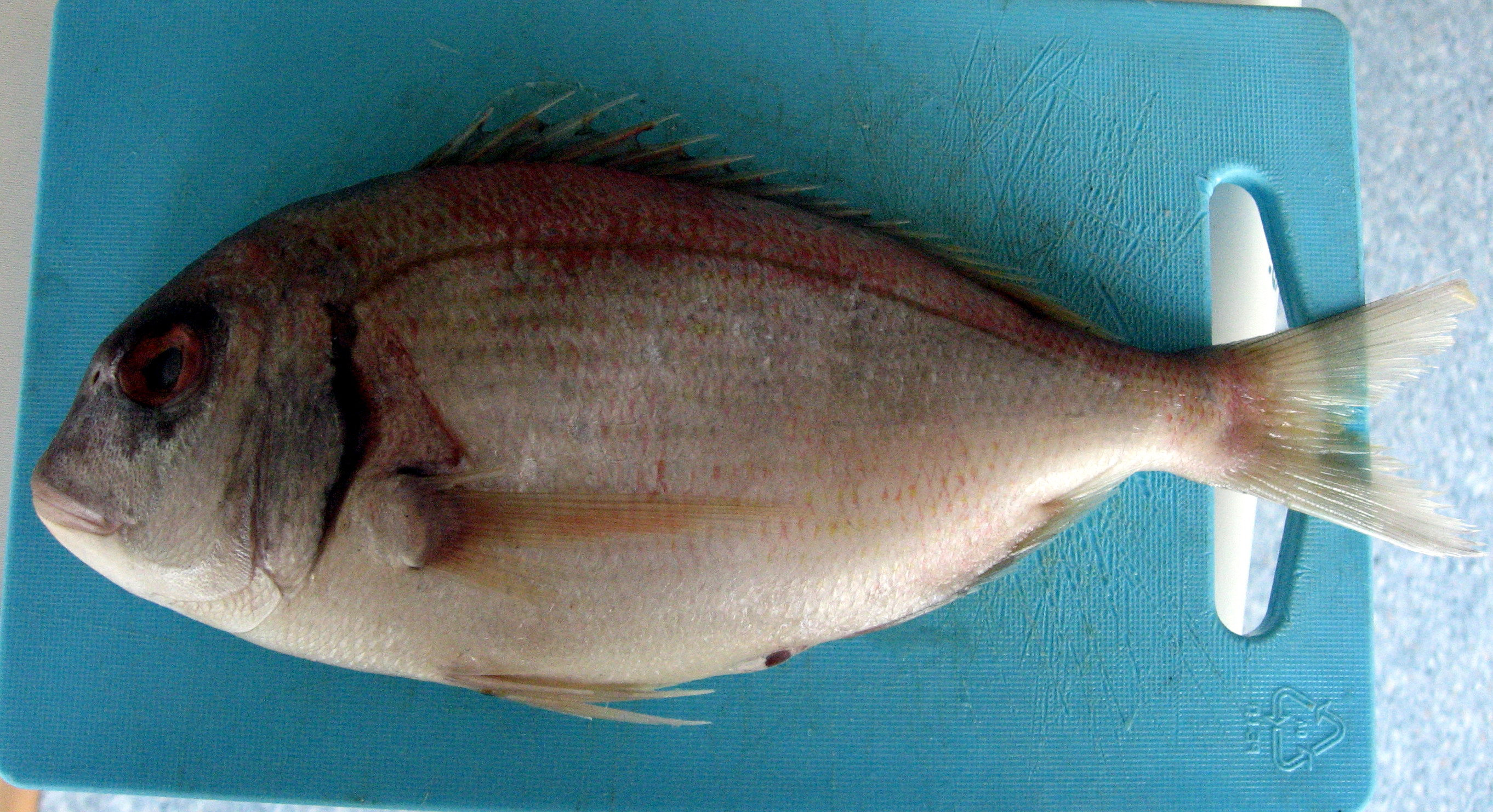
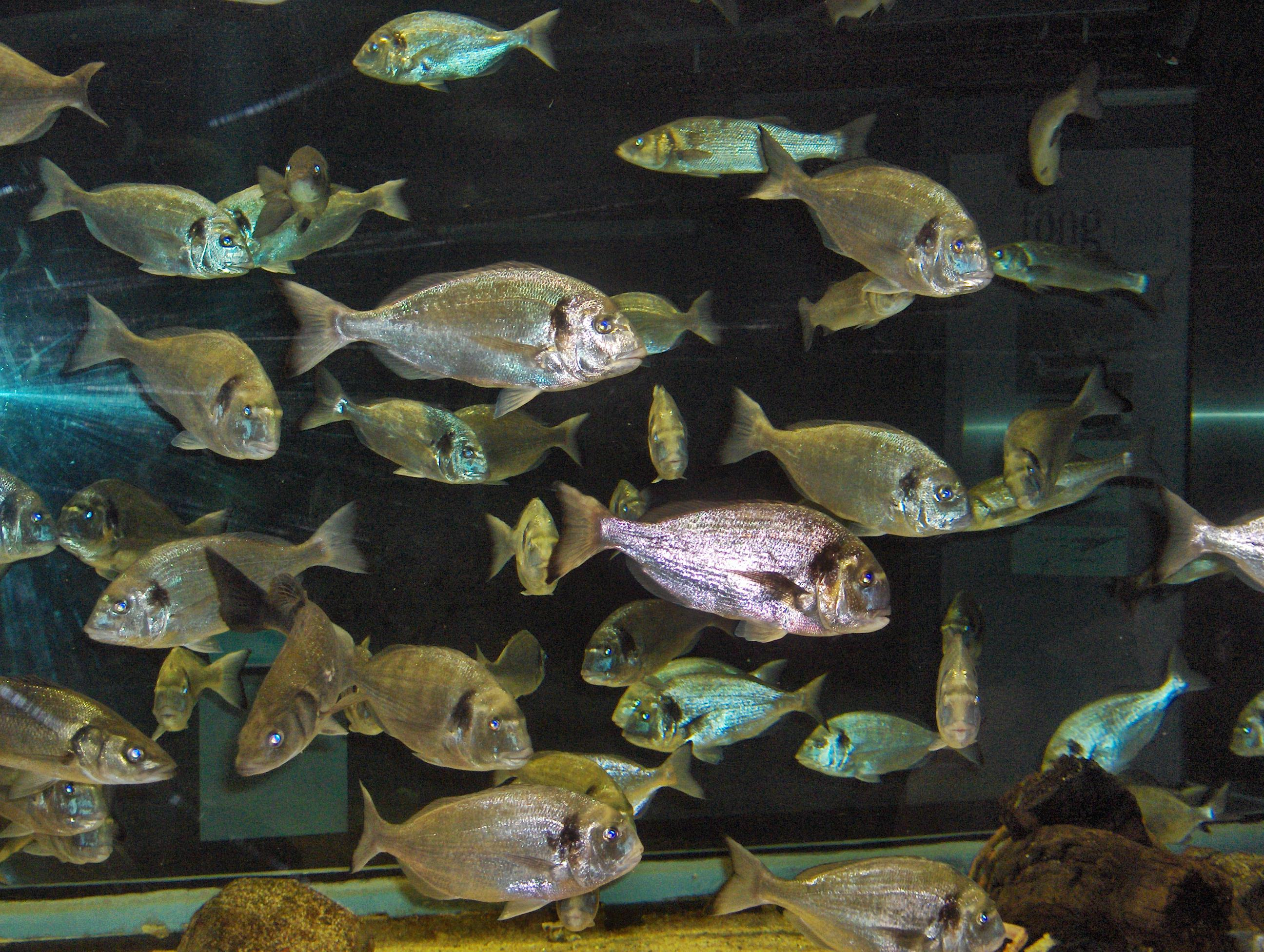
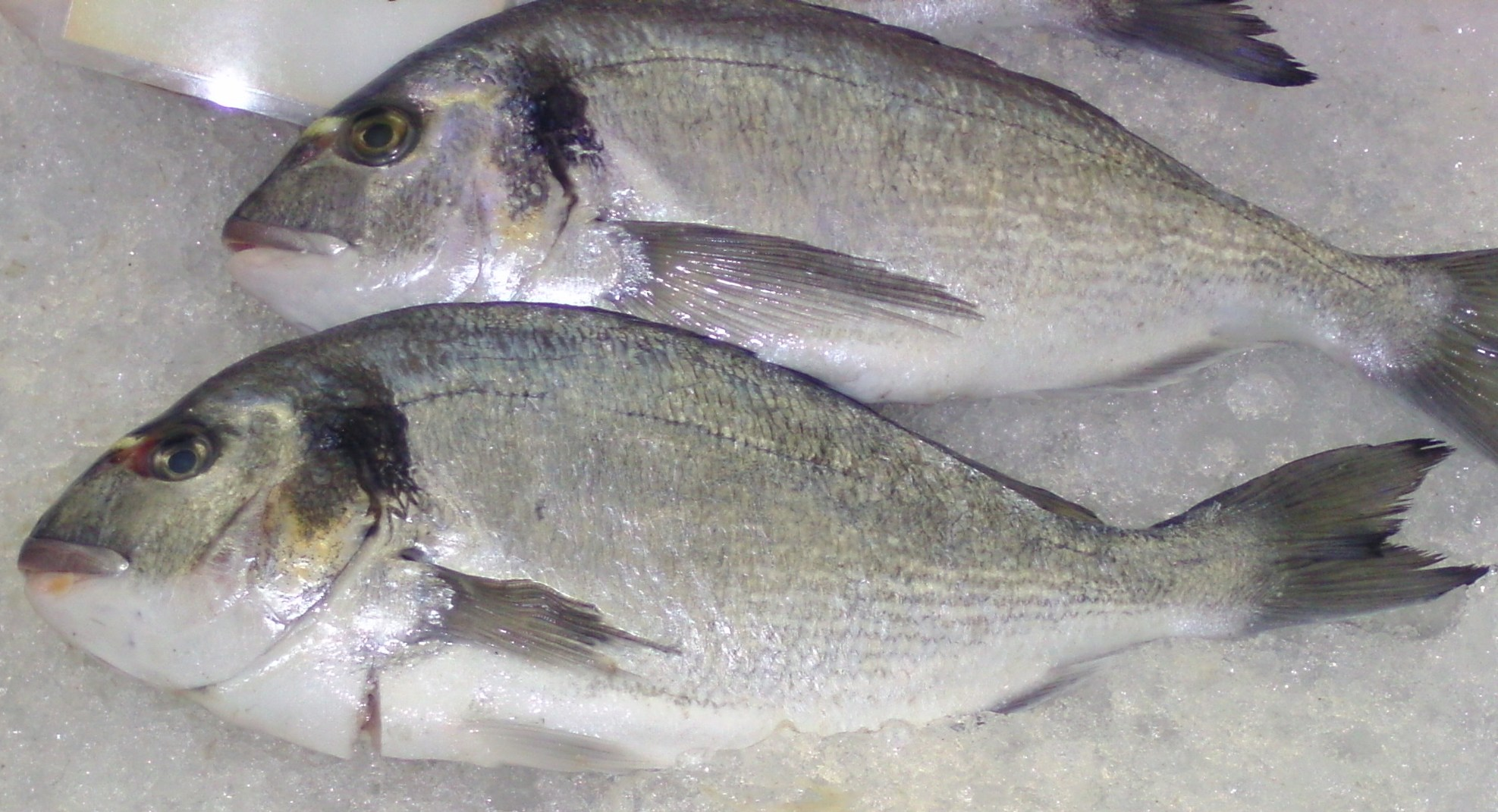
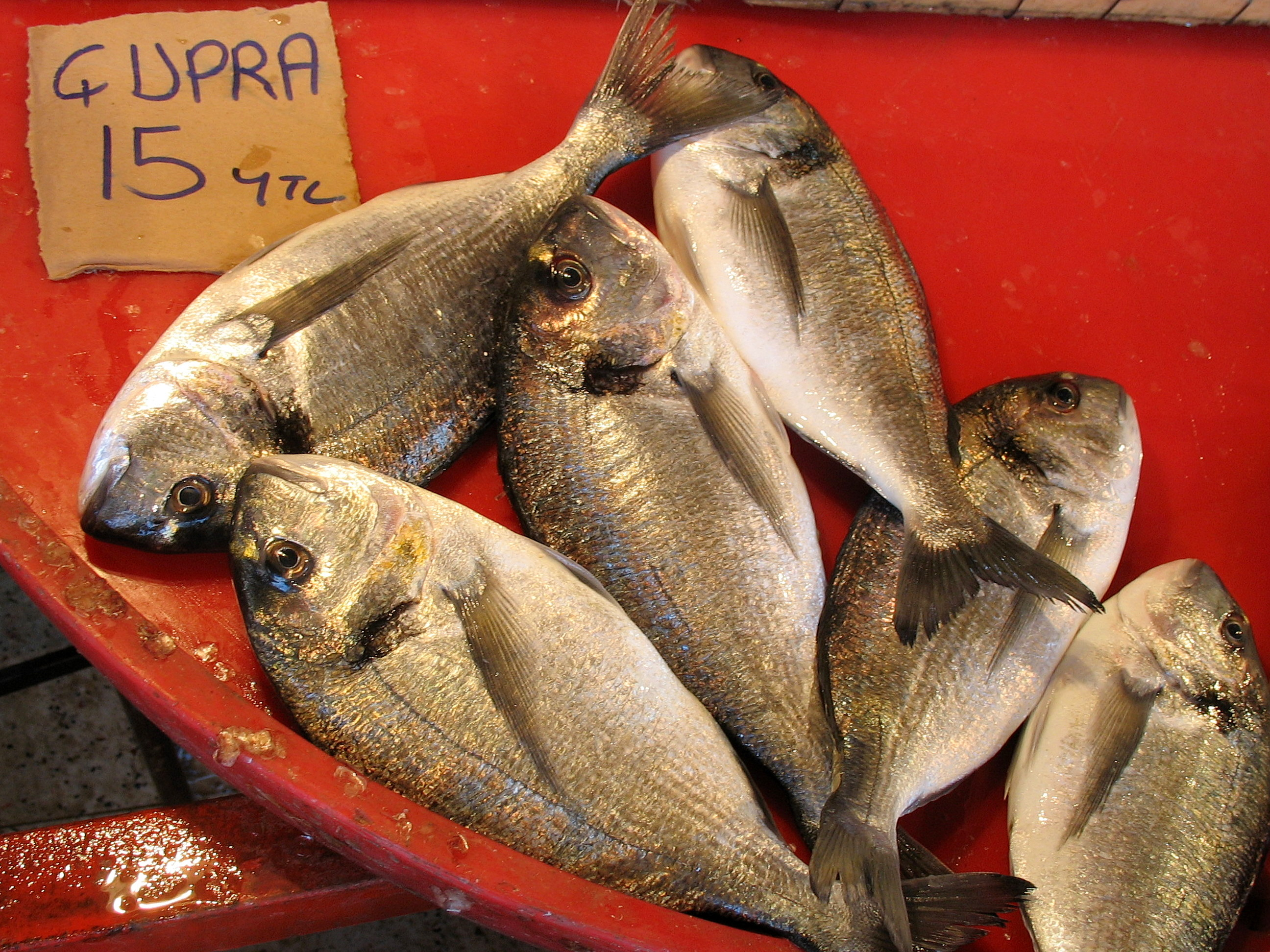
Çupra a la venda en Istanbul
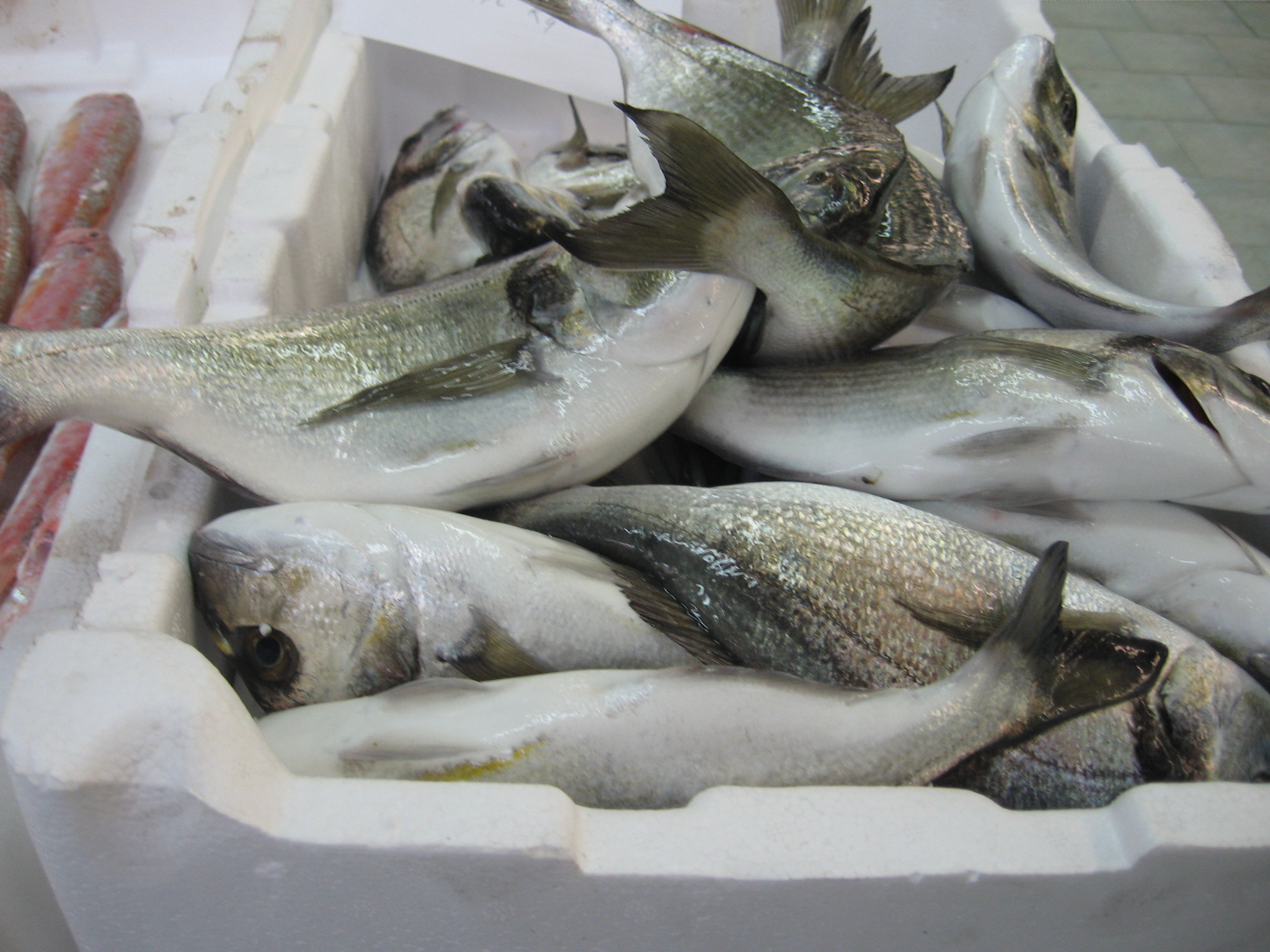
Exemplars a la venda en un mercat de Càller (Sardenya, Itàlia)